# The Two Jakes
The Two Jakes és un film americà dirigida per Jack Nicholson el 1990. És la continuació de Chinatown de Roman Polanski, on Jack Nicholson rodava amb el seu ex-sogre John Huston. Ha estat doblada al català.

## Argument
El detectiu Jake Gittes, especialista en afers d'adulteri, ha entrat en un inquietant afer d'homicidis mentre investiga sobre un eventual adulteri de l'esposa d'un ric promotor immobiliari, Jake Berman.

## Repartiment
- Jack Nicholson: Jake Gittes
- Harvey Keitel: Jake Berman
- Meg Tilly: Kitty Berman
- Madeleine Stowe: Lillian Bodine
- Eli Wallach: Cotton Weinberger
- Ruben Blades: Mickey Nice
- Frederic Forrest: Chuck Newty
- David Keith: Loach
- Richard Farnsworth: Earl Rawley
- Tracey Walter: Tyrone Otley
- Joe Mantell: Lawrence Walsh
- James Hong: Kahn
- Perry Lopez: Capità Lou Escobar
- Faye Dunaway: veu de Evelyn Mulwray
- Luana Anders: la florista
- Tom Waits (no surt als crèdits): policia de paisà